# Montcavrel
Montcavrel là một xã trong tỉnh Pas-de-Calais, vùng Hauts-de-France, Pháp.

## Dân số
| 1962                                                              | 1968 | 1975 | 1982 | 1990 | 1999 | 2006 |
| ----------------------------------------------------------------- | ---- | ---- | ---- | ---- | ---- | ---- |
| 347                                                               | 401  | 402  | 341  | 330  | 332  | 345  |
| Số liệu điều tra dân số tính từ năm 1962, dân số chỉ tính một lần |      |      |      |      |      |      |

## Địa điểm nổi bật
- Nhà thờ thế kỷ 15 St.Quentin.
- Lâu đài Hérambault 1845, phong cách Phục hưng
- Lâu đài thế kỷ 19 Montéchor.